# Avapessa
 Avapessa  là một xã ở tỉnh Haute-Corse trên đảo Corse, Pháp. Xã này có diện tích 3,29 km², dân số năm 1999 là 65 người. Khu vực này có độ cao 150 mét trên mực nước biển.